# Ronaldo Drummond
Ronaldo Gonçalves Drummond (* 20. August 1946 in Belo Horizonte; † 9. Juni 2020 ebenda) war ein brasilianischer Fußballspieler. Er gewann in seiner Karriere verschiedene nationale sowie internationale Meisterschaften.
Mit seinem Cousin Tostão wurde er in der Jugendmannschaft des Cruzeiro EC aus Belo Horizonte groß. Später wechselte er aber zum Lokalrivalen Atlético Mineiro. Erst zum Ende seiner Laufbahn ging er zurück zu Cruzeiro. Hier war Ronaldo Teil der Mannschaft von Cruzeiro, die das Finale der Copa Libertadores 1976 gewann.
Beim Freundschaftsspiel der brasilianischen Nationalmannschaft gegen Jugoslawien am 19. Dezember 1968 traf er in der 53. Minute zum 3:2-Endstand.
Drummond verstarb am 9. Juni 2020 nach einem 20-tägigen Krankenhausaufenthalt an Magenblutungen.

## Erfolge
Atlético Mineiro
- Staatsmeisterschaft von Minas Gerais: 1970
- Brasilianischer Meister: 1971

Palmeiras
- Staatsmeisterschaft von São Paulo: 1972, 1974
- Brasilianischer Meister: 1972, 1973

Cruzeiro
- Copa Libertadores: 1976
- Staatsmeisterschaft von Minas Gerais: 1977